# عدنان قهوجي
عدنان قهوجي (بالتركية: Adnan Kahveci)‏ ‏(1949 محافظة طرابزون - 5 فبراير 1993 محافظة بولو)، وهو سياسي ووزير تركي و أحد مؤسسي حزب الوطن الأم بزعامة تورغوت أوزال في سنة 1983 م. شغل قهوجي منصب وزير المالية في حكومتي يلدرم أكبولوت ومسعود يلماز على التوالي ما بين 29 مارس 1990 إلى 20 نوفمبر 1991 .